# ダウンタウン熱血物語ex
ダウンタウン熱血物語ex（ダウンタウンねっけつものがたり、River City Ransom EX）は、2004年3月5日にアトラスから発売されたゲームボーイアドバンス用格闘アクションゲーム。アメリカでは同年5月25日発売。

## 概要
RPGの要素を持つ横スクロールタイプのアクションゲーム。かつてテクノスジャパンが発売した看板作品の「くにおくんシリーズ」の版権を、テクノスジャパンの創業者にして元社長の瀧邦夫が役員を務める株式会社ミリオンが取得して制作された『ダウンタウン熱血物語』のリメイク作品である。

## 『ex』で追加された要素
『ex』ではFC版などにあった2人同時プレイが削除されたが、評判を上げるなどの条件を満たすと一部のステージボスやサブキャラクターを仲間にする事が出来る。
但し、敵キャラがダウンあるいは攻撃で吹き飛んでる最中に追撃、ボスが喋っている最中に攻撃、途中で撤退する雑魚キャラに攻撃したりすると評判が下がる。こうなるとボスのセリフが変わるのみならず仲間にならなかったり、本来は戦うことのないキャラと勝負になる事がある。
評判を上げるには敵を全滅させる、途中で逃げる相手を倒さない、自分から違うマップに逃げない、敵に何度も攻撃しないことを心がける。また自ら奈落に落ちたり、壁などに激突して倒れるなどの方法もある。
アイテムの一つ「かすたむかおづら」は使用するとキャラの顔グラフィックを自由に変更出来るが、選べる顔グラフィックは『くにおくんのドッジボールだよ全員集合!』に登場するほとんどのキャラのものとなっている。

## 『ex』で追加された必殺技

### 通常の追加必殺技
- 張り手スペシャル
- ハイパーガード
- 人間ドリル
- 按摩スペシャル
- 必殺シュート
- 無影脚
- 強烈キック
- 自分魚雷

### ボス・サブキャラクター固有の技
- 爆魔脚（服部竜一）
- 天殺拳（服部竜二）
- デビルチェーン（木下忠）
- ニトロアタック（望月駿）
- ばく転バスター（平清文）
- グライドチョップ（小林政男）
- 大車輪投げ（鬼塚崇）
- 加速落とし（早坂良麻）
- 山田の術（山田大樹）
- 五代スペシャル（五代奨）
- ヘッドボム（豪田剛）
- 溜めパンチ（西村成孝）
- 自分手裏剣（沢口靖夫）
- ブーメラン投げ（上条恒男&山本憲之）
- 爆弾パンチ（姿三十朗）
- 前田の飛び蹴り（前田亨）
- びっぐばんぐ（園川薫）
- 背負いスペシャル（熊田重蔵）
- ファンキーキック（火間田翔）

## 『ex』で初登場した高校
- 紫苑山（しおんざん）学園
ボスは木城、No.2は梶十郎（共に未登場）。梶の身勝手な指令でくにおたちを狙ってくる。かなり遠い地区[1]に位置する学校の為、遭遇することが少ない（一度も出現しない場合もある）。
とあるイベントに関わるため、それを見たい場合は一度でも戦う必要がある。制服は濃い赤紫色に近い。
- 星の丘西高校
ボス格は野元茂樹（未登場）。熱血高校、花園高校、冷峰学園とは別の地区に位置する高校で、熱血や花園のある地区をも傘下にしようとしている。雑魚キャラクターも比較的上位の強さを持つ。制服はやや濃い水色。
- 透亀（とうがめ）商業高校
ボスは鶴岡伸二（未登場）。新設校で、最高学年は2年[2]。手に持った石をすぐに投げつけ、すぐさま拾ってまた投げつける戦い方を得意とするがステータスはさほど高くない。霧雨実業の風丘の支配下にある。制服は薄い橙色。
- 光橋（ひかりばし）大学付属第三高校
冷峰学園と同じく進学校[3]だが、ボスと呼べるような人物はいない。他校の存在を認めないなど堅物な性格の生徒が多く、本作で敵として登場する生徒達は「勉強漬けによるストレス解消のため」という理由で喧嘩を挑んでくる[4]。
しかし喧嘩の経験はほとんど皆無に等しく、戦闘能力は低い。制服の色は桜色。
後に『ダウンタウン乱闘行進曲』に登場するしもきたもこの高校の生徒である。
- 黄金穂（こがねほ）学院
藤堂グループが運営する学校。星の丘西高校に襲撃されたため同校を恨んでいる。金持ち校らしく生徒を倒した時の金額が非常に高いが、出現したと同時に逃げ出してしまうことが多いため全員を倒すのは至難の業。制服は金とカネをかけているのか、金に近い黄色。